# Idiodiaptomus dussarti
Idiodiaptomus dussarti is een eenoogkreeftjessoort uit de familie van de Diaptomidae. De wetenschappelijke naam van de soort is voor het eerst geldig gepubliceerd in 2011 door Paggi.